# 量子跳躍
量子跳躍（りょうしちょうやく、英: quantum leap or quantum jump）とは、原子内の物理現象の一つである。
原子のスペクトルがなぜ連続的ではなく離散的なのかを説明するために、ニールス・ボーアがこの仮説を提唱した。物理において量子跳躍とは、原子内の一つの電子がある量子状態から別の状態へ不連続的に変化することである。  
その電子は、一時的に重ね合わせ状態にあった後、あるエネルギー準位から別の準位へ非常に短時間で「跳躍」する。
この跳躍に要する時間は、スペクトル線の圧力広がりと関係する。
量子跳躍は、量子化された光子と呼ばれる単位の形での光の放出も含む、電磁放射線の放出を引き起こす。
実際の物理系では、量子跳躍は大きな変化である必然性はなく、実際とても小さなものであり得る。
この一つの良い例として、水素原子のボーアモデルを挙げることができる。異なる量子状態の変化（量子跳躍）に関係する観測されたエネルギー変化は、完全な自由電子に必要なエネルギーと比べて、小さいものから大きいものまで広範囲に渡る。
量子跳躍という言葉は、大きな変化に適用されると考えられがちであるが、それは厳密には正しくない。
この現象は、エネルギー準位は連続的であるとする古典物理の理論に反するものである。